# Coupe de France de football 1983-1984
 (juillet 2018).
Navigation
Coupe de France 1982-1983 Coupe de France 1984-1985
La Coupe de France 1983-1984 est la 67e édition de la coupe de France. Elle a vu le FC Metz l'emporter sur l'AS Monaco FC en finale, le 11 mai 1984.
Le FC Metz remporte sa première Coupe de France.

## Résultats

### Trente-deuxièmes de finale
Les 32es de finale sont disputés sur terrains neutres.
| Division        | Club                       | Score                     | Club                         | Division        | Lieu                    |
| --------------- | -------------------------- | ------------------------- | ---------------------------- | --------------- | ----------------------- |
| Division 1 (D1) | SEC Bastia                 | 1 - 0                     | Nîmes Olympique              | Division 1 (D1) | Marseille               |
| Division 1 (D1) | FC Nantes                  | 3 - 1                     | SC Amiens                    | Division 3 (D3) | Saint-Quentin           |
| Division 2 (D2) | FC Mulhouse 1893           | 1 - 0                     | Paris Saint-Germain FC       | Division 1 (D1) | Strasbourg              |
| Division 1 (D1) | AS Monaco FC               | 2 - 0                     | Olympique d'Alès-en-Cévennes | Division 2 (D2) | Nîmes                   |
| Division 1 (D1) | RC Lens                    | 1 - 0 a. p.               | US Orléans                   | Division 2 (D2) | Blois                   |
| Division 2 (D2) | Le Havre AC                | 4 - 2                     | US Marly-le-Roi              | DH (D5)         | Mantes-la-Ville         |
| Division 1 (D1) | Stade lavallois            | 2 - 1 a. p.               | Angers SCO                   | Division 2 (D2) | Saint-Nazaire           |
| Division 2 (D2) | EA Guingamp                | 2 - 1                     | UCK Vannes                   | Division 3 (D3) | Lorient                 |
| Division 3 (D3) | SM Caen                    | 2 - 1                     | Lille OSC                    | Division 1 (D1) | Cherbourg               |
| Division 1 (D1) | FC Girondins de Bordeaux   | 3 - 1                     | Brest Armorique FC           | Division 1 (D1) | Paris                   |
| Division 2 (D2) | RCFC Besançon              | 1 - 0                     | AS Corbeil-Essonnes          | Division 3 (D3) | Viry-Châtillon          |
| Division 3 (D3) | FC Pau                     | 1 - 1 a. p., 3-2 t. a. b. | Montauban FC                 | Division 3 (D3) | Agen                    |
| Division 2 (D2) | Stade de Reims             | 2 - 2 a. p., 4-1 t. a. b. | Paris FC 83                  | Division 4 (D4) | Saint-Ouen              |
| Division 1 (D1) | Stade rennais FC           | 2 - 0                     | AS Libourne                  | Division 2 (D2) | Périgueux               |
| Division 2 (D2) | US Valenciennes-Anzin      | 2 - 1                     | SC Abbeville                 | Division 2 (D2) | Boulogne-sur-Mer        |
| Division 2 (D2) | FC Tours                   | 2 - 1                     | UES Montmorillon             | Division 3 (D3) | Châtellerault           |
| Division 1 (D1) | SC Toulon                  | 2 - 0                     | AS Béziers                   | Division 2 (D2) | Sète                    |
| Division 1 (D1) | RC Strasbourg              | 3 - 0                     | Évreux AC                    | DH (D5)         | Le Havre                |
| Division 1 (D1) | FC Sochaux-Montbéliard     | 2 - 0                     | La Sportive Thionvilloise    | Division 4 (D4) | Amnéville               |
| Division 1 (D1) | FC Rouen                   | 2 - 0                     | LB Châteauroux               | Division 2 (D2) | Bourges                 |
| Division 1 (D1) | AS Saint-Étienne           | 1 - 0                     | AJ Auxerre                   | Division 1 (D1) | Clermont-Ferrand        |
| Division 2 (D2) | FC Martigues               | 2 - 0                     | FC Sète                      | Division 2 (D2) | Montpellier             |
| Division 1 (D1) | Toulouse FC                | 2 - 1                     | Olympique de Marseille       | Division 2 (D2) | Alès                    |
| Division 3 (D3) | AEP Le Bourg-sous-la-Roche | 0 - 0 a. p., 5-4 t. a. b. | SO Cholet                    | Division 3 (D3) | Montaigu                |
| Division 1 (D1) | AS Nancy-Lorraine          | 1 - 0                     | FC Gueugnon                  | Division 2 (D2) | Chalon-sur-Saône        |
| DH (D5)         | CA Castets-en-Dorthe       | 1 - 1 a. p., 2-0 t. a. b. | FC Yonnais                   | Division 2 (D2) | Saint-Seurin-sur-l'Isle |
| Division 2 (D2) | CS Thonon-les-Bains        | 2 - 1 a. p.               | CO Saint-Dizier              | Division 3 (D3) | Chaumont                |
| Division 4 (D4) | AS Sarreguemines           | 2 - 1                     | US Maubeuge                  | Division 3 (D3) | Forbach                 |
| Division 1 (D1) | FC Metz                    | 2 - 0                     | Calais RUFC                  | Division 3 (D3) | Cambrai                 |
| Division 2 (D2) | Olympique lyonnais         | 2 - 1                     | AS Red Star                  | Division 2 (D2) | Dijon                   |
| Division 3 (D3) | SC Orange                  | 1 - 0                     | US Saint-Tropez              | DH (D5)         | Toulon                  |
| Division 2 (D2) | AS Cannes                  | 2 - 0                     | UGA Décines                  | DH (D5)         | Pont-de-Chéruy          |

### Seizièmes de finale
| Division        | Club                       | Aller | Total  | Retour              | Club                   | Division        |
| --------------- | -------------------------- | ----- | ------ | ------------------- | ---------------------- | --------------- |
| Division 1 (D1) | Stade rennais FC           | 0 - 2 | 0 - 9  | 0 - 7               | FC Nantes              | Division 1 (D1) |
| Division 1 (D1) | SC Toulon                  | 1 - 0 | 2 - 0  | 1 - 0               | Toulouse FC            | Division 1 (D1) |
| Division 1 (D1) | AS Monaco FC               | 1 - 0 | 2 - 0  | 1 - 0               | AS Saint-Étienne       | Division 1 (D1) |
| Division 1 (D1) | FC Girondins de Bordeaux   | 1 - 0 | 3 - 0  | 2 - 0               | Le Havre AC            | Division 2 (D2) |
| Division 2 (D2) | US Valenciennes-Anzin      | 0 - 3 | 0 - 5  | 0 - 2               | FC Rouen               | Division 1 (D1) |
| Division 2 (D2) | Stade de Reims             | 2 - 2 | 2 - 2  | 0 - 0               | RC Lens                | Division 1 (D1) |
| Division 2 (D2) | FC Tours                   | 1 - 1 | 1 - 4  | 0 - 3               | FC Sochaux-Montbéliard | Division 1 (D1) |
| Division 1 (D1) | SEC Bastia                 | 2 - 1 | 3 - 7  | 1 - 6               | AS Cannes              | Division 2 (D2) |
| Division 2 (D2) | FC Martigues               | 0 - 1 | 0 - 3  | 0 - 2               | RC Strasbourg          | Division 1 (D1) |
| Division 3 (D3) | SM Caen                    | 1 - 0 | 1 - 1  | 0 - 1 a.p., 4-5 tab | Stade lavallois        | Division 1 (D1) |
| Division 4 (D4) | AS Sarreguemines           | 0 - 2 | 1 - 11 | 1 - 9               | AS Nancy-Lorraine      | Division 1 (D1) |
| DH (D5)         | CA Castets-en-Dorthe       | 0 - 4 | 0 - 8  | 0 - 4               | FC Metz                | Division 1 (D1) |
| Division 2 (D2) | CS Thonon-les-Bains        | 1 - 1 | 1 - 2  | 0 - 1               | Olympique lyonnais     | Division 2 (D2) |
| Division 3 (D3) | AEP Le Bourg-sous-la-Roche | 0 - 1 | 0 - 5  | 0 - 4               | EA Guingamp            | Division 2 (D2) |
| Division 3 (D3) | SC Orange                  | 1 - 2 | 3 - 5  | 2 - 3               | FC Mulhouse 1893       | Division 2 (D2) |
| Division 3 (D3) | FC Pau                     | 0 - 1 | 2 - 3  | 2 - 2               | RCFC Besançon          | Division 2 (D2) |

### Huitièmes de finale
| Division        | Club                     | Aller | Total | Retour | Club                   | Division        |
| --------------- | ------------------------ | ----- | ----- | ------ | ---------------------- | --------------- |
| Division 1 (D1) | RC Lens                  | 1 - 0 | 1 - 0 | 0 - 0  | RC Strasbourg          | Division 1 (D1) |
| Division 1 (D1) | FC Rouen                 | 1 - 0 | 2 - 4 | 1 - 3  | Stade lavallois        | Division 1 (D1) |
| Division 1 (D1) | AS Monaco FC             | 2 - 0 | 6 - 1 | 4 - 1  | AS Nancy-Lorraine      | Division 1 (D1) |
| Division 1 (D1) | FC Girondins de Bordeaux | 0 - 1 | 2 - 3 | 2 - 2  | FC Mulhouse 1893       | Division 2 (D2) |
| Division 1 (D1) | FC Nantes                | 0 - 0 | 4 - 4 | 4 - 4  | Olympique lyonnais     | Division 2 (D2) |
| Division 2 (D2) | AS Cannes                | 3 - 0 | 4 - 1 | 1 - 1  | FC Sochaux-Montbéliard | Division 1 (D1) |
| Division 1 (D1) | SC Toulon                | 2 - 0 | 2 - 1 | 0 - 1  | EA Guingamp            | Division 2 (D2) |
| Division 1 (D1) | FC Metz                  | 4 - 0 | 5 - 1 | 1 - 1  | RCFC Besançon          | Division 2 (D2) |

### Quarts de finale
| Division        | Club         | Aller | Total | Retour     | Club             | Division        |
| --------------- | ------------ | ----- | ----- | ---------- | ---------------- | --------------- |
| Division 1 (D1) | AS Monaco FC | 4 - 2 | 8 - 4 | 4 - 2      | AS Cannes        | Division 2 (D2) |
| Division 1 (D1) | FC Nantes    | 2 - 0 | 4 - 3 | 2 - 3      | FC Mulhouse 1893 | Division 2 (D2) |
| Division 1 (D1) | RC Lens      | 0 - 1 | 2 - 3 | 2 - 2 a.p. | SC Toulon        | Division 1 (D1) |
| Division 1 (D1) | FC Metz      | 1 - 0 | 3 - 1 | 2 - 1      | Stade lavallois  | Division 1 (D1) |

### Demi-finales
| Division        | Club         | Aller | Total | Retour | Club      | Division        |
| --------------- | ------------ | ----- | ----- | ------ | --------- | --------------- |
| Division 1 (D1) | AS Monaco FC | 4 - 1 | 5 - 3 | 1 - 2  | SC Toulon | Division 1 (D1) |
| Division 1 (D1) | FC Nantes    | 2 - 1 | 2 - 2 | 0 - 1  | FC Metz   | Division 1 (D1) |

### Finale
| Entraîneur :      |
| Henryk Kasperczak |

| Entraîneur :  |
| Lucien Muller |

| Entraîneur :      |
| Henryk Kasperczak |

| Entraîneur :  |
| Lucien Muller |